# Polonia ai Giochi della XXI Olimpiade
La Polonia partecipò ai Giochi della XXI Olimpiade che si sono svolti a Montréal dal 17 luglio al 1º agosto 1976, con una delegazione di 207 atleti impegnati in 18 discipline per un totale di 116 competizioni. Il portabandiera alla cerimonia di apertura fu il canoista Grzegorz Śledziewski, alla sua seconda Olimpiade.
Il bottino della squadra fu di ventisei medaglie: sette d'oro, sei d'argento e tredici di bronzo, che le valsero il sesto posto nel medagliere per nazioni, guadagnando una posizione rispetto a Monaco di Baviera 1972. Da segnalare le tre medaglie d'oro nell'atletica leggera e il primo posto nel torneo maschile di pallavolo.

## Medaglie
| Medaglia | Nome | Sport                   | Evento                |
| -------- | --- | ----------------------- | --------------------- |
| Oro      | Irena Szewińska | Atletica leggera        | 400 metri             |
| Oro      | Jacek Wszoła | Atletica leggera        | Salto in alto         |
| Oro      | Tadeusz Ślusarski | Atletica leggera        | Salto con l'asta      |
| Oro      | Kazimierz Lipień | Lotta greco-romana      | Pesi gallo            |
| Oro      | Włodzimierz Stefański Bronislaw Bebel Lech Łasko Edward Skorek Tomasz Wójtowicz Wiesław Gawłowski Mirosław Rybaczewski Zbigniew Lubiejewski Ryszard Bosek Włodzimierz Sadalski Zbigniew Zarzycki Marek Karbarz Allenatore: Hubert Wagner                                    | Pallavolo               | Torneo maschile       |
| Oro      | Janusz Pyciak-Peciak | Pentathlon moderno      | Gara individuale      |
| Oro      | Jerzy Rybicki | Pugilato                | Pesi medio-leggeri    |
| Argento  | Bronisław Malinowski | Atletica leggera        | 3000 siepi            |
| Argento  | Zbigniew Jaremski Andrej Kupczyk Ryszard Podlas Jan Werner | Atletica leggera        | Staffetta 4×400       |
| Argento  | Jan Benigier Lesław Ćmikiewicz Kazimierz Deyna Jerzy Gorgoń Henryk Kasperczak Kazimierz Kmiecik Grzegorz Lato Zygmunt Maszczyk Piotr Mowlik Roman Ogaza Wojciech Rudy Andrzej Szarmach Antoni Szymanowski Jan Tomaszewski Henryk Wawrowski Henryk Wieczorek Władysław Żmuda | Calcio                  | Torneo maschile       |
| Argento  | Andrzej Gronowicz Jerzy Opara | Canoa/kayak             | C2 500 m              |
| Argento  | Tadeusz Mytnik Mieczysław Nowicki Stanisław Szozda Ryszard Szurkowski | Ciclismo                | Cronometro a squadre  |
| Argento  | Grzegorz Cziura | Sollevamento pesi       | Pesi piuma            |
| Bronzo   | Mieczysław Nowicki | Ciclismo                | Corsa in linea        |
| Bronzo   | Marian Tałaj | Judo                    | Fino a 70 kg          |
| Bronzo   | Czesław Kwieciński | Lotta greco-romana      | Pesi medio-pesanti    |
| Bronzo   | Andrzej Skrzydlewski | Lotta greco-romana      | Pesi massimi          |
| Bronzo   | Zdzisław Antczak Janusz Brzozowski Piotr Cieśla Jan Gmyrek Alfred Kałuziński Jerzy Klempel Zygfryd Kuchta Jerzy Melcer Ryszard Przybysz Henryk Rozmiarek Andrzej Sokołowski Andrzej Szymczak Mieczysław Wojczak Włodzimierz Zieliński                                       | Pallamano               | Torneo maschile       |
| Bronzo   | Leszek Błażyński | Pugilato                | Pesi mosca            |
| Bronzo   | Leszek Kosedowski | Pugilato                | Pesi piuma            |
| Bronzo   | Kazimierz Szczerba | Pugilato                | Pesi welter junior    |
| Bronzo   | Janusz Gortat | Pugilato                | Pesi massimi leggeri  |
| Bronzo   | Kazimierz Czarnecki | Sollevamento pesi       | Pesi leggeri          |
| Bronzo   | Tadeusz Rutkowski | Sollevamento pesi       | Pesi massimi          |
| Bronzo   | Jerzy Greszkiewicz | Tiro ai Giochi olimpici | Bersaglio mobile 50 m |
| Bronzo   | Wiesław Gawlikowski | Tiro ai Giochi olimpici | Skeet                 |